# Bohemiclavulus
Bohemiclavulus es un género extinto de sinápsidos pelicosaurios  que vivieron durante finales del Carbonífero en la República Checa (en la Formación Slaný). Fue clasificado originalmente como una especie de Edaphosaurus y posteriormente como una especie de Ianthasaurus. La especie tipo, Bohemiclavulus mirabilis, fue descrita en 2019. El espécimen holotipo consiste en un único fragmento de apófisis espinosa.